# Unión de Arquitectos de Azerbaiyán
La Unión de Arquitectos de Azerbaiyán (en azerí: Azərbaycan Memarlar İttifaqı) es la mayor organización de los arquitectos de Azerbaiyán.

## Historia de la unión
La Unión de Arquitectos de Azerbaiyán fue establecida en 1936 en Bakú. El 4-7 de marzo de 1936 se celebró el primer congreso de la unión. En estos años los arquitectos fueron galardonados con los títulos y medallas en concursos nacionales e internacionales.
Actualmente el presidente de la Unión de Arquitectos de Azerbaiyán es Elbay Qasimzade.

## Presidentes de la unión
- Mikayil Useynov (1947-1992)
- Abbas Alasgarov (2007-2012)
- Elbay Qasimzade (2012-actualidad)